# Попелево (Хойницький повіт)
Попелево (пол. Popielewo) — село в Польщі, у гміні Конажини Хойницького повіту Поморського воєводства.
У 1975-1998 роках село належало до Слупського воєводства.